# Калузька губернія
Калузька губернія (рос. Калужская губерния) — адміністративно-територіальна одиниця Російської імперії і РСФРР, яка існувала у 1796—1929 роках. Адміністративний центр — м. Калуга.

## Географія
Калузька губернія була розташована у Європейської частини Російської імперії. Межувала на півночі з Московською, на півдні з Орловською, на сході з Тульською, на заході з Смоленською губерніями. Площа губернії станом на 1897 рік становила 27 177,9 верст² (30 929 км²), а у 1926 році — 25860 км²

## Історія
Під час адміністративної реформи Катерини II 24 серпня 1776 році було утворено Калузьке намісництво, яке 12 грудня 1796 року указом Павла І перетворено на Калузьку губернію.
Після реалізації селянської реформи 1861 року, якою було ліквідоване кріпосне право в Російській імперії, повіти губернії були поділені на волості.
У 1918 році Калузька губернія увійшла до складу Російської Радянської Федеративної Соціалістичної Республіки.
1920 року Жиздринський повіт був переданий до складу новоствореної Брянської губернії.
Калузька губернія була ліквідована постановою ВЦВК від 14 січня 1929 року. Її територія увійшла до складу Калузької округи Центрально-Промислової області (з 3 червня 1929 року — Московської області), а також Сухінічської округи Західної області.

## Адміністративний поділ

### Калузьке намісництво
Після утворення 1776 року Калузького намісництва до його складу входило 12 повітів: Боровський, Калузький, Козельський, Лихвинський, Малоярославецький, Мединський, Мещовський, Мосальський, Одоєвський, Перемишльський, Серпейський і Таруський.
Наступного року Одоєвський повіт був переданий до новоутвореного Тульського намісництва, та було утворено ще один — Жиздринський повіт.

### Калузька губернія у Російській імперії
При утворенні 1797 року Калузької губернії вона поділялась на 9 повітів: Боровський, Жиздринський, Калузький, Козельський, Мединський, Мещовський, Мосальський, Перемишльський, і Таруський, а Серпейський, Малоярославецький та і Лихвинський повіти були ліквідовані.
Проте вже 1802 року Лихвинський та Малоярославецький повіти були відновлені. Цей адміністративний поділ губернії був незмінним понад 100 років до 1920 року.
| №  | Повіти            | Повітове місто              | Площа, верст² | Чисельність населення (1897), осіб. |
| -- | ----------------- | --------------------------- | ------------- | ----------------------------------- |
| 1  | Боровський        | Боровськ (8 414 осіб)       | 1 462,7       | 53 291                              |
| 2  | Жиздринський      | Жиздра (6 004 осіб)         | 6 531,5       | 240 347                             |
| 3  | Калузький         | Калуга (49 513 осіб)        | 1 683,0       | 115 321                             |
| 4  | Козельський       | Козельск (5 619 осіб)       | 2 344,6       | 124 436                             |
| 5  | Лихвинський       | Лихвин (1 612 осіб)         | 1 580,1       | 86 888                              |
| 6  | Малоярославецький | Малоярославець (2 497 осіб) | 1 159,6       | 41 022                              |
| 7  | Мединський        | Мединь (4 387 осіб)         | 3 140,4       | 103 945                             |
| 8  | Мещовський        | Мещовськ (3 635 осіб)       | 2 415,7       | 96 477                              |
| 9  | Мосальський       | Мосальск (2 655 осіб)       | 3 891,9       | 151 928                             |
| 10 | Перемишльський    | Перемишль (1 712 осіб)      | 1 529,6       | 61 039                              |
| 11 | Таруський         | Таруса (1 989 чел.)         | 1 438,8       | 58 149                              |

### Калузька губернія у складі РСФРР
1920 року Жиздринський повіт був переданий до складу новоутвореної Брянської губернії.
У 1921 році було утворено Спас-Деменський повіт.
У 1922 році зі Смоленської до Калузької губернії був переданий Юхновський повіт.
1924 року було ліквідовано Боровський і Перемишльський повіти.
Адміністративний поділ Калузької губернії станом на 1926 рік:
| №  | Повіт             | Повітове місто | Площа, км² | Чисельність населення (1926), осіб |
| -- | ----------------- | -------------- | ---------- | ---------------------------------- |
| 1  | Калузький         | Калуга         | 2 797      | 188 009                            |
| 2  | Козельський       | Козельськ      | 2 814      | 157 482                            |
| 3  | Лихвинський       | Лихвин         | 2 118      | 110 216                            |
| 4  | Малоярославецький | Малоярославець | 2 819      | 101 467                            |
| 5  | Мединський        | Мединь         | 3 574      | 132 591                            |
| 6  | Мещовський        | Мещовськ       | 3 108      | 136 595                            |
| 7  | Мосальський       | Мосальск       | 1 970      | 93 466                             |
| 8  | Спас-Деменський   | Спас-Деменськ  | 2 450      | 91 742                             |
| 9  | Таруський         | Таруса         | 1 541      | 55 936                             |
| 10 | Юхновський        | Юхнов          | 2 669      | 84 087                             |

В 1927 році було ліквідовано Козельський, Мединський, Мещовський, Мосальський, Таруський та Юхновський повіти, а замість них — утворено нові — Мятлевський та Сухиничський повіти.

## Населення

### Численість населення
| Рік  | Населення, осіб | В том числі міське, осіб |
| ---- | --------------- | ------------------------ |
| 1847 | 996 196         |                          |
| 1897 | 1 132 843       | 95 295                   |
| 1905 | 1 278 000       |                          |
| 1926 | 1 151 591       | 108 760                  |

### Національний склад
Станом на 1897 рік населення Калузької губернії складалось практично повністю з росіян. Також проживали поляки, українці та інші народи:
| Уезд              | росіяни | поляки | українці |
| ----------------- | ------- | ------ | -------- |
| Губернія в цілому | 99,4%   | …      | …        |
| Боровський        | 99,9%   | …      | …        |
| Жиздринський      | 99,5%   | …      | …        |
| Калузький         | 96,5%   | 1,3%   | 1,1%     |
| Козельський       | 99,8%   | …      | …        |
| Лихвинський       | 99,9%   | …      | …        |
| Малоярославецький | 99,5%   | …      | …        |
| Мединський        | 99,8%   | …      | …        |
| Мещовський        | 99,8%   | …      | …        |
| Мосальський       | 99,7%   | …      | …        |
| Перемишльський    | 99,9%   | …      | …        |
| Таруський         | 99,8%   | …      | …        |